# Cypriotiska biblioteket

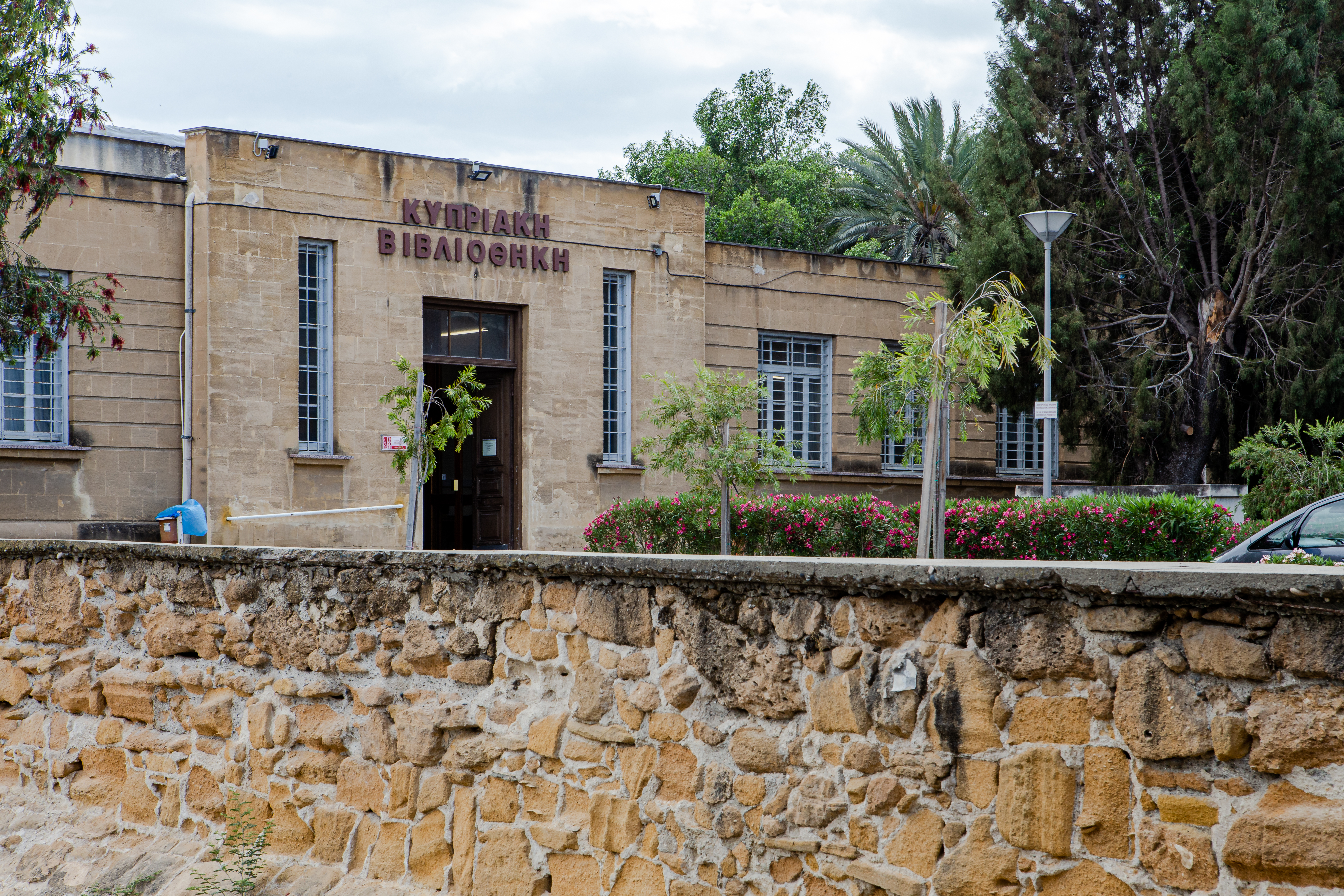
Cypriotiska biblioteket våren 2022.

Cypriotiska biblioteket (grekiska Κυπριακή Βιβλιοθήκη) i Nicosia är Republiken Cyperns nationalbibliotek.
Museet grundades som folkbibliotek 1927 på initiativ av den brittiske guvernören Ronald Storrs. Samlingen slogs 1968 samman med kultur- och utbildningsministeriets bibliotek och lades under ministeriets kontroll. Museets status som nationalmuseum reglerades genom lag 1987. Cypriotiska museet ligger på en av de elva bastionerna på Nicosias venetianska stadsmur. Det är bibliotekets ursprungliga plats och det återfördes dit 1974.
Museet ger sedan 1999 årligen ut bulletinen Δελτίο Κυπριακής Βιβλιογραφίας (Bulletin för cypriotisk bibliografi). I tidskriften eftersträvar man att dokumentera all cypriotisk publikationsutgivning. Skriften ges ut endast på grekiska.